# Heinrich Möller (Botaniker)

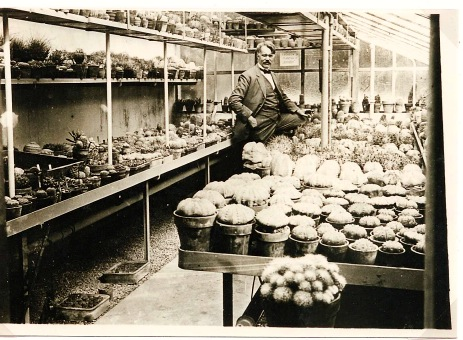
Heinrich Möller

Heinrich Möller (auch Moeller; * 16. Dezember 1882 in Durango; † 27. Mai 1945 in Steckborn) war ein Schweizer Arzt und Kakteenforscher deutsch-mexikanischer Abstammung. Sein offizielles botanisches Autorenkürzel lautet „H.Moeller“.

## Leben und Wirken
Heinrich Möller wurde in Mexiko auf  der Hazienda „La Estanzuela“ bei Durango geboren. Nachdem sein Vater bei einem Bandenüberfall erschossen worden war, entschied seine Mutter, eine gebürtige Schweizerin, ihn als zwölfjährigen zusammen mit seinem Bruder Arthur nach Hallau im Kanton Schaffhausen zu schicken. Möller erhielt das Schweizer Bürgerrecht. Er studierte Humanmedizin und wurde 1911 an der Universität Basel zum Dr. med.  promoviert.
Aus Heimweh nach seiner Heimat beschäftigte sich Möller neben seiner Tätigkeit als Arzt in Neuhausen am Rheinfall zeitlebens intensiv mit der Erforschung der mexikanischen Flora, so auch der  Astrophyten, einer Kakteengattung,  die in der Region, in der er seine frühe Kindheit verbracht hatte, gedeiht. Seine Ausführungen konnte er nicht zuletzt dank der umfangreichen Lieferungen von Originalpflanzen von seinem Bruder in Mexiko, dem Ingenieur Arthur Möller gewinnen. 
Möllers taxonomische Beschreibungen sind insbesondere in der Astrophytum-Literatur bedeutend. Möllers Kakteensammlung gelangte nach seinem Tod in den Besitz der Sukkulenten-Sammlung Zürich.
Von Möller wurden folgende Pflanzen zuerst veröffentlicht:
- Astrophytum capricorne var. aureum (1925).
- Astrophytum capricorne var. crassispinum (1925).
- Astrophytum coahuilense (1927).
- Astrophytum myriostigma var. potosinum (1927).
- Astrophytum myriostigma var. quadricostatum (1927).
- Turbinicarpus valdezianus (1930).

Nach Möller wurden folgende Pflanzen benannt:
- Mammillaria moelleriana (1924).
- Grusonia moelleri (1929).

## Schriften (Auswahl)
- Über einen Fall von doppeltem Enddarm. In: Frankfurter Zeitschrift für Pathologie Band 8, Heft 1, 1911 (= Dissertation).
- Echinocactus capricornus DIETR. und seine Varietäten. In: Zeitschrift für Sukkulentenkunde. Band 2, Nummer 7, 1925, S. 127–129.
- Beobachtungen an Astrophyten. In: Zeitschrift für Sukkulentenkunde. Band 3, Nummer 3, 1927, S. 352–355.